# Satyrtragopan
Satyrtragopan (Tragopan satyra) er en hønsefugl, som findes i Indien, Tibet, Nepal og Bhutan. Hannen er 67-72 cm lang, mens hunnen er omkring 58 cm lang. Hannerne vejer mellem 1,5 til 2 kg, mens hunnerne vejer 1-1,5 kg. Hunnerne er brune og hannerne er som regel røde med blå, sorte og hvide pletter og fregner. Hunnen lægger 4-8 æg, som hun udruger på 28 dage.

## Galleri
- Museum specimen -